# 日本矯正歯科学会
公益社団法人日本矯正歯科学会（にほんきょうせいしかがっかい、 Japanese Orthodontic Society;JOS）とは、歯科矯正学を中心とした学問を取り扱う専門学術団体の一つである。

## 概要
1926年に設立される。2012年11月現在会員数6,403名。2013年現在理事長は後藤滋巳

## 総会
- 年1回

## 本部事務局
- 〒170-0003　豊島区駒込1-43-9 駒込TSビル4F 財団法人口腔保健協会内

## 学会誌
- 『Orthodontic Waves』
  - Orthodontic waves : journal of the Japanese Orthodontic Society 年4回発刊 ISSN:1344-0241 OCLC Number:300835581
  - Orthodontic waves : 日本矯正歯科学会雑誌 年3回発刊 ISSN:1349-0303 OCLC Number:40352005

## 専門認定
- 歯科医師[3]
  - 日本矯正歯科学会認定医 2012年11月現在2,795名[1]
  - 日本矯正歯科学会指導医 2012年11月現在576名[1]
  - 日本矯正歯科学会専門医 2012年11月現在292名[1]

## 大会等
| 年     | 月日           | 名称                       | 会長       | 会場                                                                                 | テーマ                                                        | 参加者数 | 備考                            |
| ------ | -------------- | -------------------------- | ---------- | ------------------------------------------------------------------------------------ | ------------------------------------------------------------- | -------- | ------------------------------- |
| 2001年 | 10月8日～11日  | 第60回日本矯正歯科学会大会 | 相馬邦道   | 東京国際フォーラム                                                                   |                                                               |          | 75週年記念祝賀会開催            |
| 2002年 | 10月22日～24日 | 第61回日本矯正歯科学会大会 | 丹羽金一郎 | 名古屋国際会議場                                                                     | 顔のバランスと調和                                            |          | [ 5 ]                           |
| 2003年 | 10月8日～10日  | 第62回日本矯正歯科学会大会 | 花田晃治   | 朱鷺メッセ                                                                           | Experiences Skills Science Art                                |          | [ 6 ]                           |
| 2004年 | 11月17日～19日 | 第63回日本矯正歯科学会大会 | 中島昭彦   | 福岡国際会議場                                                                       | 矯正歯科医療の新しい風 -国民の健康と心豊かな生活を求めて-     |          | [ 7 ] [ 8 ]                     |
| 2005年 | 10月12日～14日 | 第64回日本矯正歯科学会大会 | 平下斐雄   | パシフィコ横浜                                                                       | 変貌への適応 -求められる矯正歯科へのさらなる展開-             |          | [ 9 ] [ 10 ]                    |
| 2006年 | 9月13日～15日  | 第65回日本矯正歯科学会大会 | 飯田順一郎 | 札幌コンベンションセンター                                                           | よく生きるを目指して -矯正歯科の新たな広がり-                 |          | 第1回日韓ジョイントミーティング |
| 2007年 | 9月19日～21日  | 第66回日本矯正歯科学会大会 | 高田健治   | 大阪国際会議場                                                                       | 美育 口と顔の科学                                             |          | [ 13 ] [ 14 ]                   |
| 2008年 | 9月16日～18日  | 第67回日本矯正歯科学会大会 | 清水典佳   | 幕張メッセ                                                                           | 「グローバルスタンダードに向けて ―矯正歯科の新たな展開―       |          | [ 15 ]                          |
| 2009年 | 11月16日～18日 | 第68回日本矯正歯科学会大会 | 山口和憲   | 福岡国際会議場 マリンメッセ福岡                                                      | QOLの向上を目指した叡智の集約 －広がる歯科矯正学の役割－      |          | [ 16 ]                          |
| 2010年 | 9月27日～29日  | 第69回日本矯正歯科学会大会 | 佐藤貞雄   | パシフィコ横浜                                                                       | 温故知新 -原点に学び新たな展開へ-                             |          | [ 17 ]                          |
| 2011年 | 10月17日～20日 | 第70回日本矯正歯科学会大会 | 後藤滋巳   | 名古屋国際会議場                                                                     | 矯正治療の今、そして未来へ -Time to take off for the future!- |          | [ 18 ]                          |
| 2012年 | 9月26日～28日  | 第71回日本矯正歯科学会大会 | 三浦廣行   | マリオス盛岡地域交流センター アイーナいわて県民情報交流センター 盛岡市アイスアリーナ | これからの矯正歯科医療を考える                                |          | [ 19 ] [ 20 ]                   |
| 2013年 | 10月7日～9日   | 第72回日本矯正歯科学会大会 | 山田一尋   | 長野県松本文化会館 松本市総合体育館                                                  |                                                               |          | [ 21 ]                          |
| 2014年 | 10月20日～22日 | 第73回日本矯正歯科学会大会 | 葛西一貴   | 幕張メッセ                                                                           | 矯正歯科の新機軸を捉える                                      |          | [ 22 ]                          |

## 加盟団体
- 日本歯科医学会
- 日本歯学系学会協議会
- 歯学系学会社会保険委員会連合